# Monnaie de singe (roman)
Pour les articles homonymes, voir Monnaie de singe.
Monnaie de singe (titre original : Soldiers' Pay) est le premier roman de l'auteur américain William Faulkner, publié en 1926.

## Résumé
L'histoire tourne autour d'un aviateur blessé qui rentre dans son petit village de Géorgie après la Première Guerre mondiale. Il est escorté par un vétéran et la veuve d'un soldat mort dans le conflit. Gravement blessé au visage, il est quasiment sourd et aveugle. Les conflits tourneront autour de l'engagement auprès de sa fiancée particulièrement infidèle en son absence et du désir de la veuve à son égard…